# Danem
Danem (ros. Данэм) – projekt rosyjskiego bezzałogowego statku powietrzny przeznaczony do rozpoznania lotniczego.

## Historia
Biuro projektowe Simonow (ros. ОКБ «Симонов») zaprojektowało dron dostosowany do użytku zarówno w sferze cywilnej, jak i wojskowej. Konstrukcja może być wykorzystana do realizacji różnorodnych zadań, do których należy rozpoznanie powietrzne, loty patrolowe i obserwacyjne, monitoring środowiska i in. W składzie przenoszonego wyposażenia zaplanowano systemy termowizyjne i telewizyjne, wyposażenie radarowe, laserowy analizator gazów oraz skaner terenu. 

## Konstrukcja
Dron został zaprojektowany w układzie klasycznego samolotu z silnikiem pchającym. Podwozie stałe trójpunktowe z kółkiem przednim. Start i lądowanie odbywa się z przygotowanych pasów startowych. 